# Albatrellus
Genre
Les Albatrellus sont un genre  de champignons basidiomycètes de la famille des Albatrellaceae.

## Liste d'espèces
- Albatrellus avellaneus
- Albatrellus caeruleoporus
- Albatrellus citrinus
- Albatrellus confluens
- Albatrellus cristatus
- Albatrellus dispansus
- Albatrellus ellisii
- Albatrellus flettii
- Albatrellus higanensis
- Albatrellus ovinus
- Albatrellus peckianus
- Albatrellus pes-caprae
- Albatrellus similis
- Albatrellus skamanius
- Albatrellus subrubescens
- Albatrellus syringae